# AcetoneISO
AcetoneISO ist eine freie Software zur Erstellung und Bearbeitung von ISO-9660-Speicherabbilddateien. Neben der ursprünglichen KDE-Version existiert mit xAcetoneISO2 auch eine GNOME-Version.

## Funktionalität
Mit AcetoneISO kann auf die Inhalte von Abbilddateien in verschiedenen Formaten zugegriffen, der Inhalt ins Dateisystem eingebunden, können die Abbilder auf optische Medien geschrieben und auch Abbilder erstellt werden. Neben dem namensgebenden ISO-9660-Format können auch Neros NRG, BIN, MDF, IMG und andere einschlägige Formate verarbeitet werden. Die Abbilder können mittels FUSE ohne Administratorrechte eingebunden werden.

## Verfügbarkeit
Es wird für Unix-ähnliche Betriebssysteme als freie Software auch im Quelltext unter den Bedingungen von Version 3 der GNU General Public License (GPL) verbreitet.
In vielen populären Linux-Distributionen kann es direkt aus den Standard-Paketquellen installiert werden.

## Entwicklung
Es wird unter der Leitung von Marco di Antonio in C++ entwickelt und hat eine auf Qt 4 basierende graphische Benutzeroberfläche.
Seine Entwicklung begann als Shell-Skript zum Einbinden und Aushängen eines ISO-Abbildes in das Dateisystem. Version 0.1 wurde am 29. August 2006 veröffentlicht. Für die einen Tag später erschienene Version 1.0 wurden die Skripts neugeschrieben und mit einer graphischen Benutzeroberfläche versehen und Unterstützung für weitere Formate hinzugefügt. Am 7. Juni 2007 erschien die Version 1 der AcetoneISO2-Reihe, zunächst unter einer Creative-Commons-Lizenz. Mit Version 1.0.2 vom 21. August 2007 wurde zu Version 3 der GPL gewechselt. Für Version 2.0.0 (24. Januar 2008) wurde die Anwendung auf C++ und Qt 4 portiert.